# Grosses Wasser
Das Grosse Wasser ist ein rund 14 Kilometer langer rechter Nebenfluss der Doveria im Schweizer Kanton Wallis.

## Geographie

### Verlauf

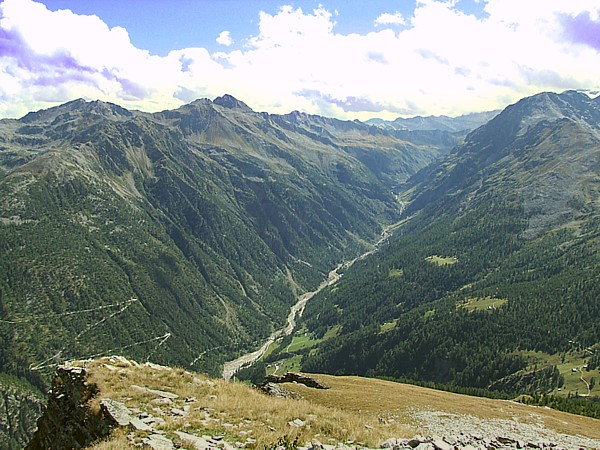
Das Grosse Wasser im Zwischbergental

Das Grosse Wasser entspringt auf etwa 2850 m ü. M. dem Zwischbergengletscher unterhalb des Pizzo d’Andolla nahe der Grenze zu Italien. Der Bach fliesst nach Osten durch frisch freigelegte Schotterflächen und vereinigt sich dabei mit mehreren weiteren Gletscherabflüssen. Zwischen dem Zibelenfluehorn und der Cima Dora folgt eine kurze Schlucht, in der er Ophiolithe und teilweise Bündnerschiefer freigelegt hat. Bei den Ruinen der Gmeinalp verlässt er die Schlucht und tritt ins Zwischbergental ein. Er wendet sich nach Nordosten und durchfliesst in einem kleinen Schwemmfächer die von Steinschlag geprägten Alpweiden im Schönboden und Bidemji. Nach der Alp Cheller nimmt sie im Gebiet Fah (auch Fa) von rechts den Abfluss des Potimiaseewjini auf, ehe auf 1758 m ü. M. der kleine Stausee Fa des Wasserkraftwerks Tannuwald folgt.
Nach der Staumauer verengt sich das Tal stark bis zur Engstelle Engi, die er in einer Schlucht durchbricht. Es folgen beidseits Nadelwälder und ab Bodiwald folgt ihm linksufrig die Strasse zwischen Gondo und dem Pass Furggu. Der Bach passiert Bord und nimmt von rechts den vom Tschawinersee herkommenden Kapänz auf. Gleich darauf wird er zum Sera Stausee gestaut. Das Tal verengt sich kurz wieder bis Bällegga am Osthang des Seehorns. Er passiert von Wäldern gesäumte Alpweiden und kleinere Ansiedlungen bis Biel, wo er in der Zwischbergenschlucht in Kaskaden mehrere Höhenmeter überwindet und schlussendlich ins Tal der Doveria eintritt. Hier mündet das Grosse Wasser gegenüber von Gondo auf 824 m ü. M. von rechts und Süden kommend in die Doveria.

### Einzugsgebiet
Das 48,09 km² grosse Einzugsgebiet des Grossen Wassers liegt in den Walliser Alpen und entwässert über die Doveria anders als der restliche Kantonsteil in die Adria. Es erreicht am Südostgrat des Weissmies eine Höhe von 3870 m ü. M., die durchschnittliche Höhe beträgt 2125,1 m ü. M.
Es besteht zu 58,4 % aus unproduktiver Fläche, zu 28,3 % aus bestockter Fläche, zu 12,3 % aus Landwirtschaftsfläche und zu 0,4 % aus Siedlungsfläche. 0,6 % der Fläche sind nicht zugeordnet.
Die Flächenverteilung